# Adona
Adona – miasto w Stanach Zjednoczonych, w stanie Arkansas, w hrabstwie Perry.